# Uromastyx benti
Uromastyx benti là một loài thằn lằn trong họ Agamidae. Loài này được Anderson mô tả khoa học đầu tiên năm 1894.